# Borussia Handball
Borussia Handball is een Duitse handbalvereniging uit Mönchengladbach. Het eerste heren team komt uit in de Oberliga.

## Geschiedenis
In 1924 begon Borussia voor het eerst met veldhandbal.
In 1944 herstelde Fritz Schneider de handbalafdeling van Borussia. Hij was ook de keeper van het 1e herenteam. Door de jaren heen werd Borussia gepromoveerd naar de competitie in het veld. Door inzet van de trainer Wolfgang Wolkenaer (tot 1988). Met de promotie van de handbalspelers van Borussia, promoveerde de handballers naar de Bezirksliga, maar door de districtsbond is Borussia toch niet gepromoveerd. In de volgende seizoenen was er altijd een belang bij de promotie, maar dat lukte niet meer lukken.
De handbalafdeling sloeg in 1994 een nieuwe wegen in door verschillende gymnastiekgroepen voor kinderen op te richten om jeugdwerk te promoten.
In 2006 telde de handbalafdeling 5 herenteams, 1 damesteam, 11 jeugdteams en 2 miniteams melden. Drie van de senior teams speelden in het HVN-gebied. Daarnaast waren er 2 gymnastiekgroepen voor kinderen en een gymnastiekgroep voor vrouwen. Er zijn nu 19 scheidsrechters op de afdeling. - Het eerste herenteam verdedigde opnieuw de stadskampioenstitel in 2006 en promoveerde aan het einde van het seizoen naar de Regionalliga en later naar de HVN Oberliga. Voor het eerst kwalificeert een jeugdteam zich voor de HVN en speelt in de verenigingscompetitie.

## Erelijst
Heren
| Competitie          | Aantal    | Jaren                                    |
| Regionaal           | Regionaal | Regionaal                                |
| ------------------- | --------- | ---------------------------------------- |
| Stadtmeisters       | 2x        | 1996, 1997, 2002, 2003, 2004, 2005, 2006 |
| Kleine toernooien   |           |                                          |
| Limburg Handbal Cup | 1x        | 2019                                     |